# Hamilton-operátor
A Hamilton-operátor a kvantummechanikában a rendszer kanonikus változókkal (koordinátákkal és hozzájuk konjugált impulzusokkal) kifejezett energiájának az operátora. 
A klasszikus mechanikai {\displaystyle H=H(p_{i},x_{i})} Hamilton-függvényből egyszerűbb esetekben a {\displaystyle x_{i}\to {\hat {x_{i}}},\ p_{i}\to {\hat {p_{i}}}} helyettesítéssel ("operátorosítás") kapjuk.
Koordinátareprezentációban {\displaystyle {\hat {x}}_{i}=x_{i}} és {\displaystyle \,{\hat {p_{i}}}={\frac {\hbar }{i}}{\frac {\partial }{\partial x_{i}}}}, ahol {\displaystyle i} az imaginárius egység, {\displaystyle \hbar } pedig a redukált Planck-állandó. Ahogy a klasszikus mechanikában, a Hamilton-operátor a kvantummechanikában is mozgási és potenciális energia összegeként írható fel: {\displaystyle {\hat {H}}={\hat {T}}+{\hat {V}}}.

## Példák
Ebben a szakaszban a tömeget {\displaystyle m} fogja jelölni.

### Szabad részecskék
Egy szabad részecske Hamilton-operátora egy dimenzióban:
{\displaystyle {\hat {H}}={\frac {{\hat {p}}^{2}}{2m}}=-{\frac {\hbar ^{2}}{2m}}{\frac {\partial ^{2}}{\partial x^{2}}}},
magasabb dimenziókban pedig a Laplace-operátorral a következőképpen általánosítható:
{\displaystyle {\hat {H}}=-{\frac {\hbar ^{2}}{2m}}\nabla ^{2}=-{\frac {\hbar ^{2}}{2m}}\Delta }.
Amennyiben több szabad ({\displaystyle m_{i}} tömegű) részecske alkot egy rendszert, melyek nincsenek egymással kölcsönhatásban, a rendszer Hamilton-operátora az egyes részecskék Hamilton-operátorainak összege:
{\displaystyle {\hat {H}}=-\hbar ^{2}\sum _{i}{\frac {\Delta _{i}}{2m_{i}}}}.

### Harmonikus oszcillátor
Harmonikus rezgőmozgás esetén a klasszikus Hamilton-függvény a következő potenciális energiával bővül:
{\displaystyle V={\frac {k}{2}}|{\vec {x}}|^{2}={\frac {m\omega ^{2}}{2}}|{\vec {x}}|^{2}},
ahol {\displaystyle \omega } a körfrekvenciát, {\displaystyle k} pedig a rugóállandót jelöli. Három dimenzióban a kvantizálást követően a Hamilton-operátor a következő alakot veszi fel:
{\displaystyle {\hat {H}}=-{\frac {\hbar ^{2}}{2m}}\Delta +{\frac {m\omega ^{2}}{2}}|{\hat {\vec {x}}}|^{2}}.
Az operátor linearitása miatt látható, hogy a harmonikus oszcillátor háromdimenziós problémáját egydimenziós problémákra lehet szétválasztani.
Egy dimenzióban a keltő- és eltüntető operátorokat definiálva
{\displaystyle {\hat {a}}^{\dagger }={\sqrt {\frac {m\omega }{2\hbar }}}\left({\hat {x}}-{\frac {i{\hat {p}}}{m\omega }}\right),\qquad {\hat {a}}={\sqrt {\frac {m\omega }{2\hbar }}}\left({\hat {x}}+{\frac {i{\hat {p}}}{m\omega }}\right)},
a Hamilton-operátor a következő alakra hozható:
{\displaystyle {\hat {H}}=\hbar \omega \left({\hat {a}}^{\dagger }{\hat {a}}+{\frac {1}{2}}\right)=\hbar \omega \left({\hat {n}}+{\frac {1}{2}}\right)},
ahol {\displaystyle n} az úgy nevezett részecskeszám operátor.